# Flyvende sommer
Flyvende sommer er det poetiske udtryk for visse spindleres måde at rejse på. De unge dyr kryber i sensommeren eller tidligt på efteråret ud på en fritsiddende gren og spinder en tynd tråd. Når tråden er lang nok, vil selv det mindste vindpust løfte dyret fri af underlaget, og det svæver bort.
Det er både edderkopper og mider, der kan udføre dette kunststykke, og de kan bæres meget langt ved trådens hjælp. Det var f.eks. små edderkopper, der først koloniserede den nye ø, Surtsey, da den var dukket op af havet syd for Island.
Udtrykket kommer oprindeligt af tysk "fliegender sommer" og fransk "été volant"; det bliver anvendt i Edderkoppen (Johannes V. Jensen) – en novelle af Johannes V. Jensen (1906).